# 末松千尋
末松 千尋（すえまつ ちひろ、1956年1月29日 - ）は、日本の経営コンサルタント、経営学者。京都大学名誉教授。

## 人物・経歴
1974年麻布高等学校卒業。1979年東京工業大学工学部電子制御専攻卒業、日揮入社。1984年スタンフォード大学大学院技術経営学科修了。1985年マッキンゼー・アンド・カンパニー入社。1988年アドバンスト・コンサルティング・ネットワーク設立・代表取締役。1995年慶應義塾大学大学院経営管理研究科講師。2001年京都大学大学院経済学研究科助教授。2004年京都大学経済学博士。2005年京都大学大学院経済学研究科教授。2006年京都大学経営管理大学院教授、ゼロ・サム取締役。2010年日本電産監査役、特定非営利活動法人京都SMI理事。加藤康之とともに2014年度京都大経営管理大学院ベストティーチャー賞受賞。2021年立命館大学総合科学技術研究機構客員教授、京都大学名誉教授。京都府入札監視委員会委員も務めた。

## 著作

### 著書
- 『オープン・システム・リノベーション：SISを超える 戦略志向企業のための情報および情報システム革命』ダイヤモンド社 1990年
- 『オープン・システム入門：今、コンピュータの世界で何が起こっているか 情報システム革命最前線』ダイヤモンド社 1991年
- 『オープン・システム入門 続（事例解説編）』ダイヤモンド社 1993年
- 『実践情報システム革新：情報化と組織改革の進め方』日本経済新聞社 1994年
- 『超SEの問題解決技法：情報システム再編を成功に導く「フレームワーク」のすべて』日経BP出版センター 1995年
- 『CALSの世界：競争優位の最終兵器』ダイヤモンド社 1995年
- 『JAVA革命：インターネット"ゴールドラッシュ"の幕開け』（キース・ベネットと共著）ダイヤモンド社 1996年
- 『ネットワーク型ベンチャー経営論：シリコンバレー「知識核融合」のメカニズム』（千本倖生と共著）ダイヤモンド社 1997年
- 『インターネットは金融をどう変えるか：崩壊する業界秩序、業界になだれ込むハイテク企業群』ダイヤモンド社 1999年
- 『京様式経営：モジュール化戦略：「ネットワーク外部性」活用の革新モデル』日本経済新聞社 2002年
- 『オープンソースと次世代IT戦略：価格ゼロ時代のビジネスモデル』日本経済新聞社 2004年
- "Transaction cost management : strategies and practices for a global open economy", Springer 2014年
- 『会議の９割はムダ：ホワイトカラーの労働時間を50%削減させるマネジメント』PHP研究所 2016年

### 訳書
- ポール・A.ストラスマン著『コンピュータの経営価値：情報化投資はなぜ企業の収益向上につながらないのか』日経BP出版センター 1994年